# Сормовка
Со́рмовка (каз. Сормов) — село у складі Костанайського району Костанайської області Казахстану. Входить до складу Владимировського сільського округу.
Населення — 223 особи (2021; 451 у 2009, 475 у 1999, 511 у 1989).